# Fritz Steudtner
Fritz Steudtner, de son vrai nom Friedrich Steudtner, né le 16 juillet 1896 à Olbersdorf, mort le 28 mars 1986 à Dresde, est un architecte et conservateur du patrimoine allemand. Il est connu pour avoir dirigé la reconstruction de la Kreuzkirche de Dresde entre 1946 et 1955.

## Vie
Fritz Steudtner, fait un apprentissage de menuisier, puis étudie jusqu'en 1921 à l'école du bâtiment de Görlitz, et ensuite travaille comme technicien de construction dans le bâtiment. En 1923, il part pour Dresde où il suit jusqu'en 1927 les cours à l'académie des beaux-arts de Dresde. Il continue par des études d'urbanistique, d'architecture d'intérieur et d'histoire de l’architecture à l'université technique de Dresde. Il est notamment élève de Heinrich Tessenow, dont Steudtner devient un Meisterschüler (de) (équivalent de titulaire d'un doctorat dans les écoles des beaux-arts). En 1928 Steudtner ouvre son cabinet d'architecte. Parmi ses collaborateurs figure Kurt Nowotny.
À partir de 1945, Steudtner se consacre surtout à la transformation et à la modernisation d'églises. Il dirige la reconstruction de la Kreuzkirche et participe à la transformation et la restauration de l'église Saint-Thomas de Leipzig et du château de la Wartbourg.
En 1956, il développe un projet de réaffectation de l'église Sainte-Sophie de Dresde menacée de ruine, projet qui n’a pas été mis en œuvre. Parmi les constructions neuves de Steudtner figure la Bethlehemkirche (de) de Dresde, construite en 1950-51 après un concours gagné par Wolfgang Rauda et Fritz Steudtner, où sa participation est jugée prépondérante, ainsi que la Kreuzkapelle à Mauersberg (de), un quartier de la commune de Großrückerswalde.

## Constructions (sélection)
- 1931: Maison Grüne Telle 6, à Dresde-Hellerau
- 1946–1955: Reconstruction de l'église Sainte-Croix, Dresde
- 1950–1951: Bethlehemkirche (de), Dresde
- 1950–1953: Kreuzkapelle, Mauersberg
- 1953–1956: Travaux de restauration au château de la Wartbourg, Thuringe
- 1968–1969: Conception nouvelle de l'intérieur de la Wichernkapelle (de) à Radebeul
- 1969–1972: Restauration de l'intérieur de l'église du Saint-Esprit (de), Dresde

Contributions architecturales dans les églises
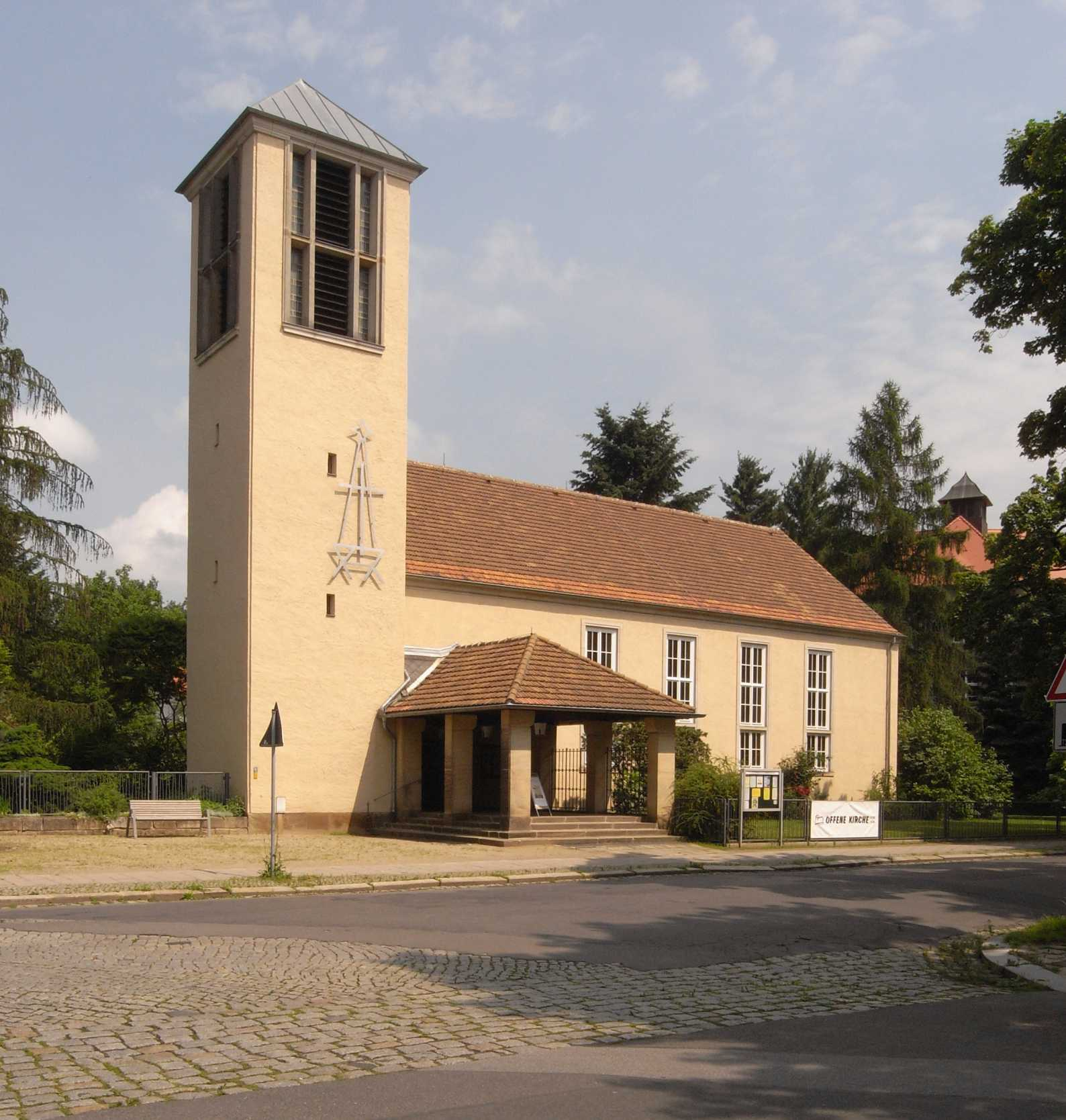
Bethlehemkirche à Dresde.
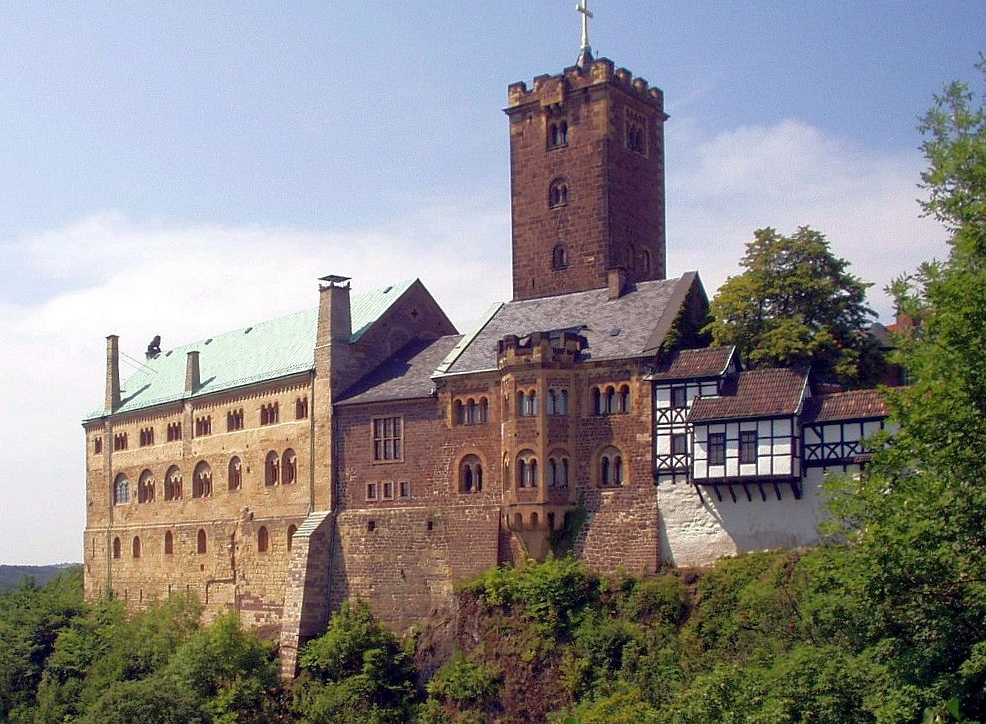
Château de la Wartburg en 2004.
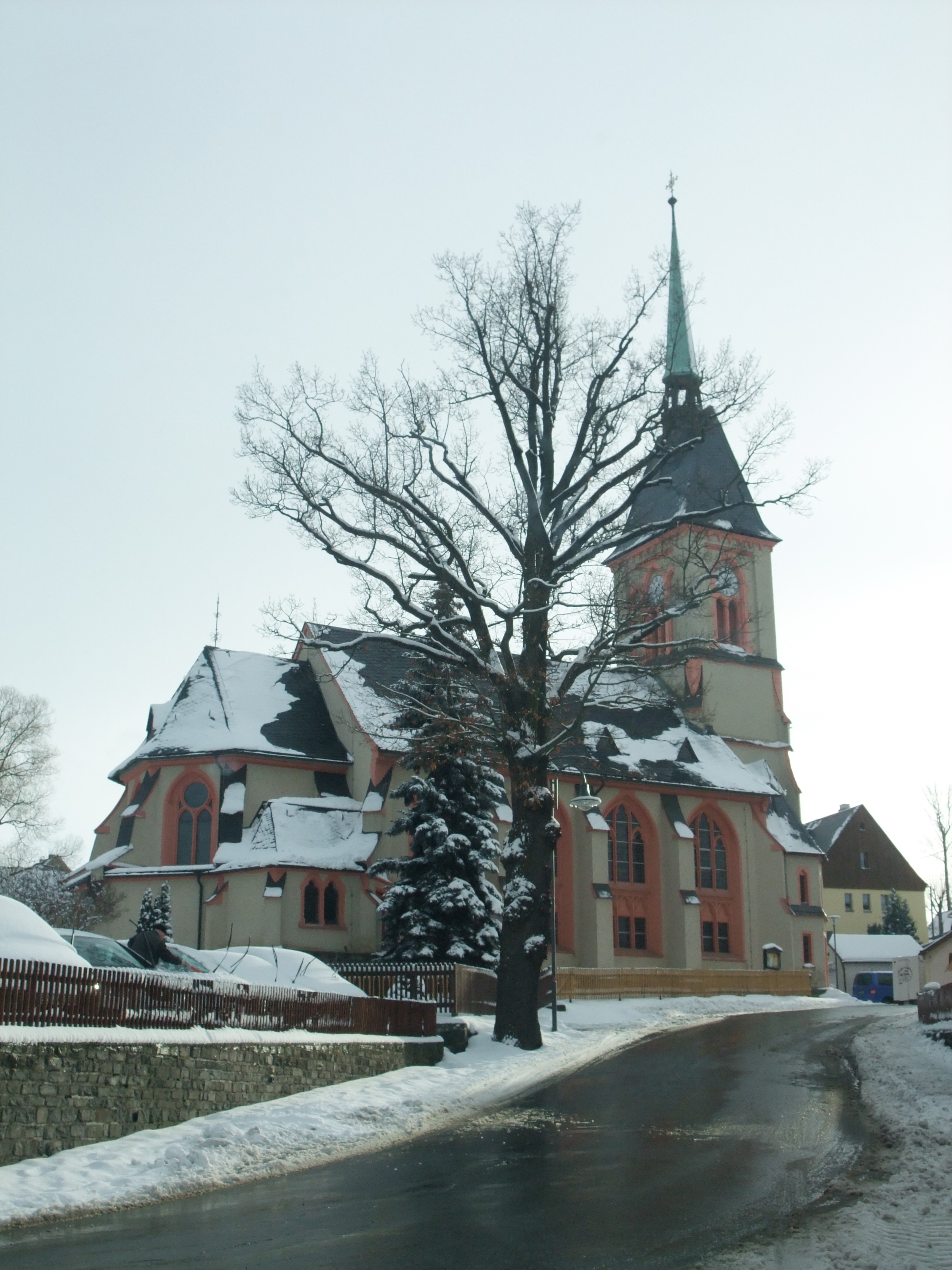
Kreuzkapelle à Mauersberg.
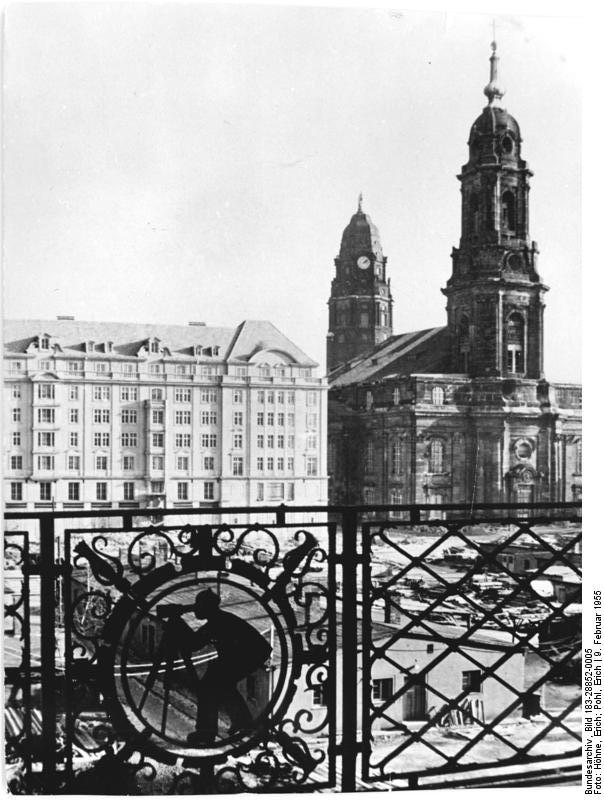
Église Sainte-Croix de Dresde en 1955.
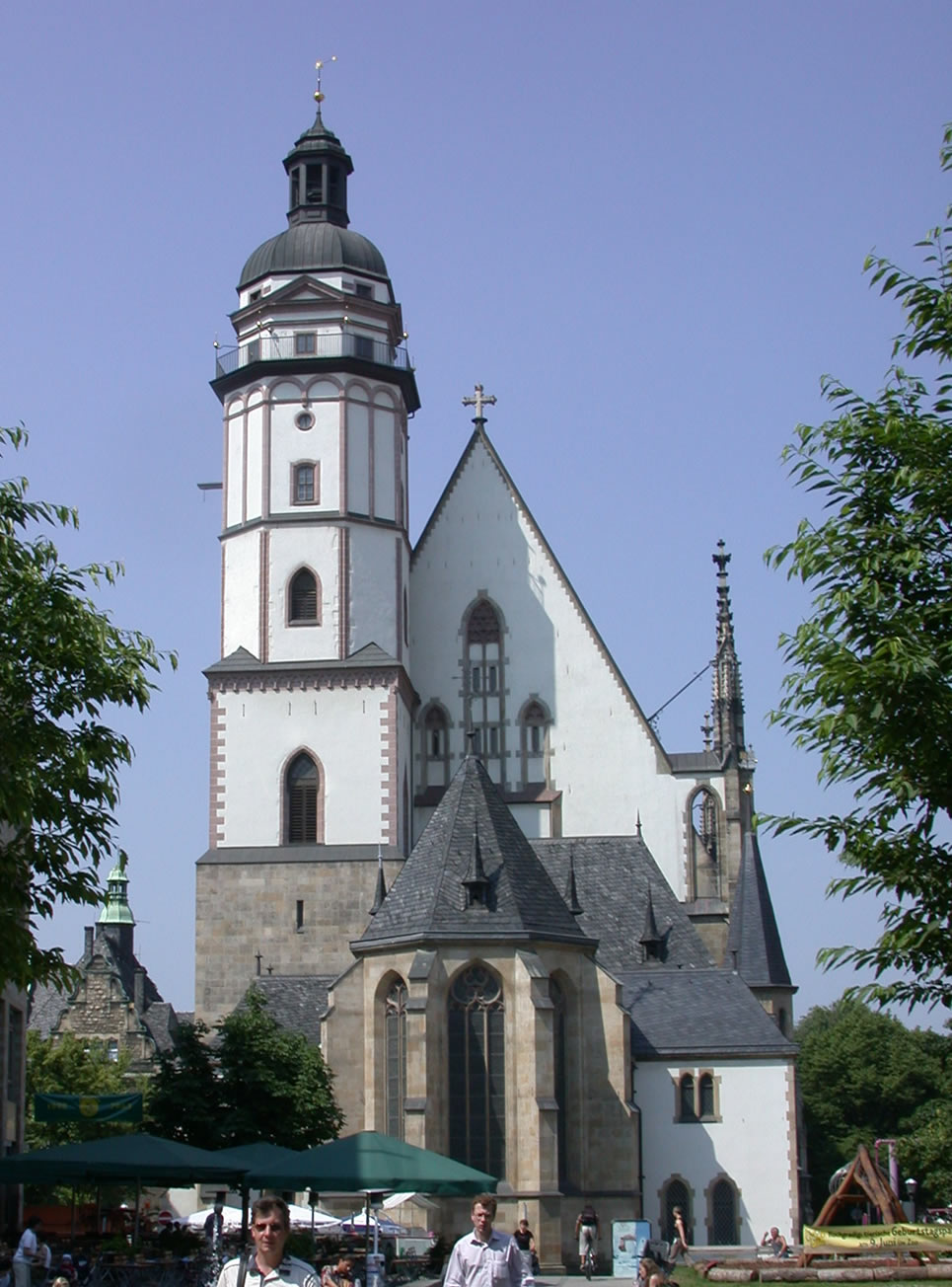
Église Saint-Thomas de Leipzig.
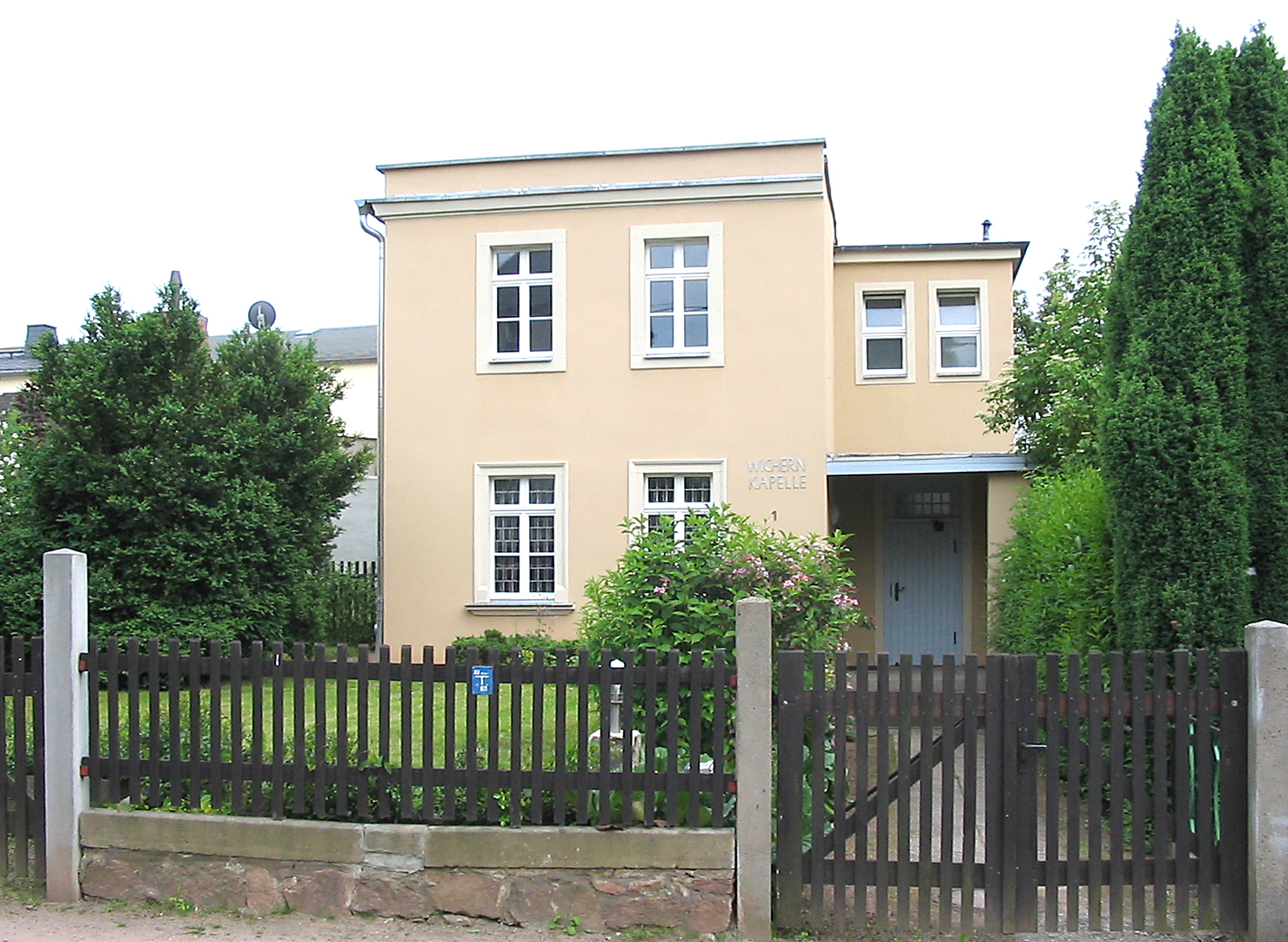
Wichernkapelle à Radebeul.
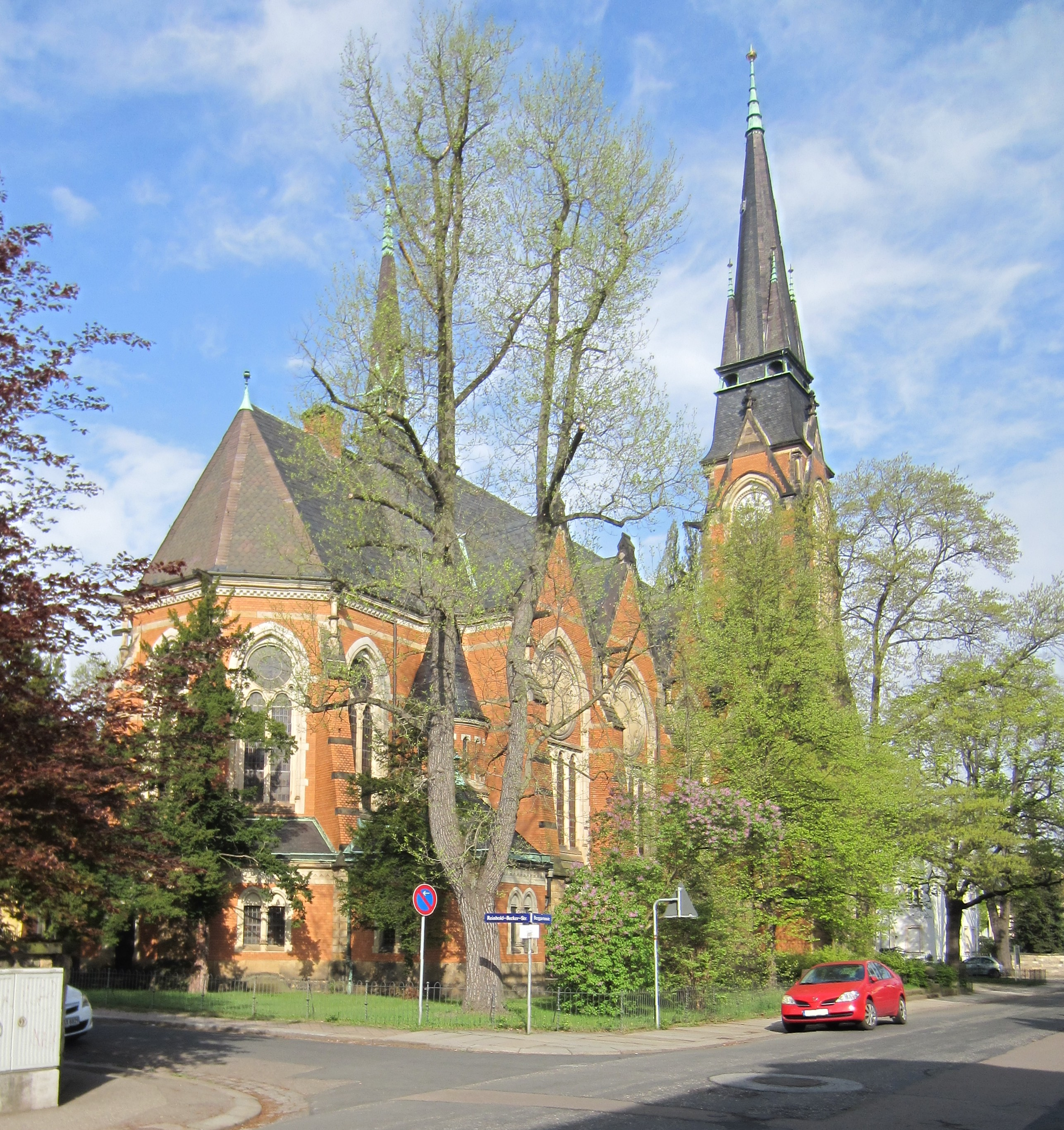
Église du Saint-Esprit à Dresde.